# Lisse

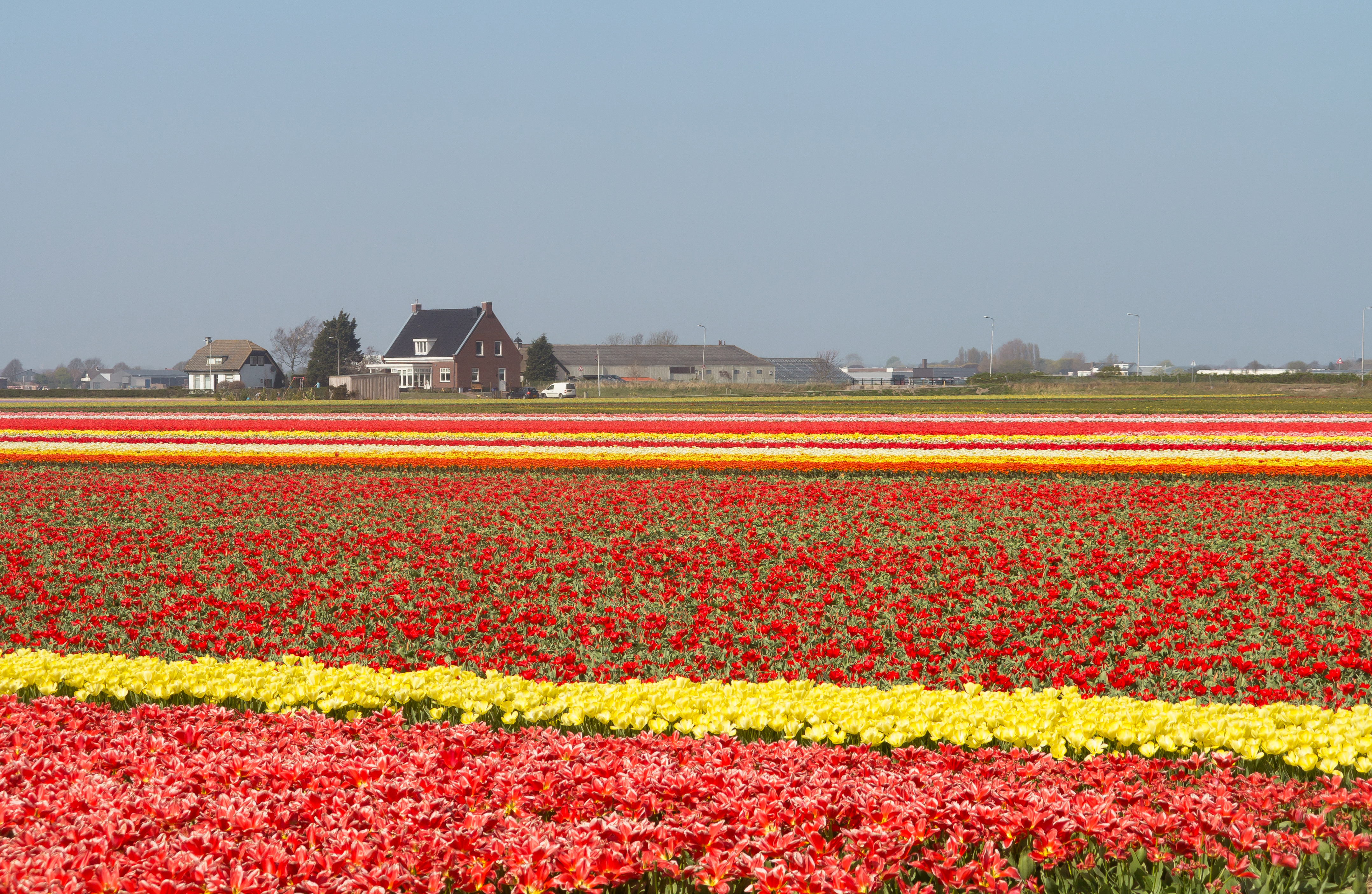
Lisse, Feld mit Tulpen

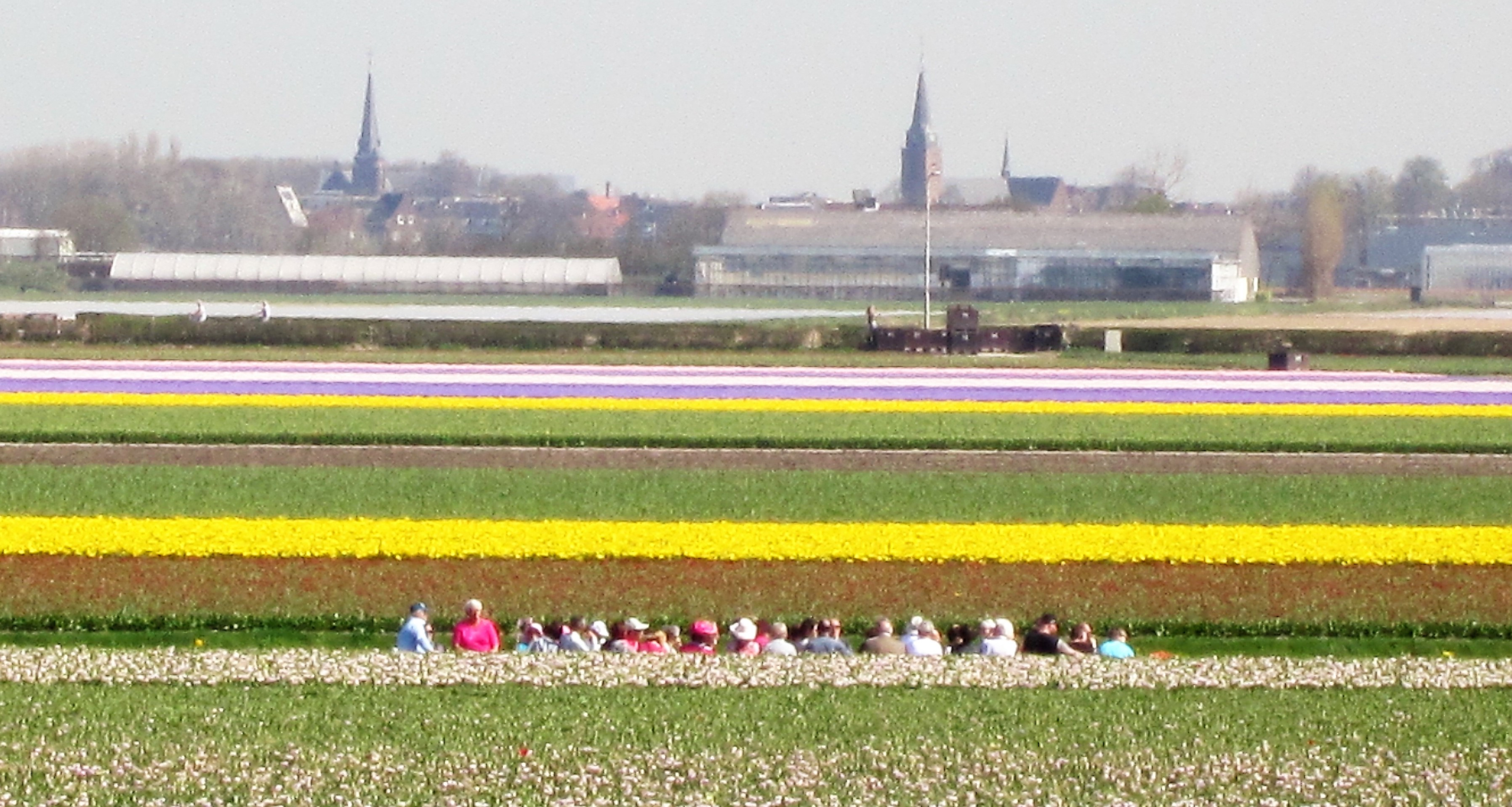
Bootsfahrt auf der Lisser Beek quer durch Tulpenfelder

Lisse (anhörenⓘ) ist eine Gemeinde und ein Dorf in den Niederlanden, Provinz Südholland. Die Gemeinde hat 23.583 Einwohner (Stand 1. Januar 2025) auf einer Gesamtfläche von 16,05 km².

## Lage und Wirtschaft
Lisse liegt auf halbem Wege zwischen Leiden und Haarlem (Entfernung je etwa 12 km). Der nächste Bahnhof ist im 4 km entfernten Sassenheim an der Bahnstrecke Weesp–Leiden. Das Dorf liegt hinter den Dünen, östlich von Noordwijkerhout und weniger als 10 km östlich der Nordsee.
Lisse ist ein Dorf der Blumenzwiebelzüchter. Der sandige, kalkhaltige Boden, sogenannter „geestgrond“, ist dazu sehr geeignet.
Lisse ist Hauptsitz des Pflanzenversandunternehmens Bakker.
In Lisse ist das Forschungs- und Ausbildungszentrum PPO ansässig. Es beschäftigt sich vor allem mit den Eigenschaften und der Zucht von Pflanzen, die aus Blumenzwiebeln wachsen. Es ist jetzt ein Zweig der Universität Wageningen.
Westlich des Dorfes befindet sich der ehemalige Landsitz „Keukenhof“ (s. u.), ein Touristenziel, das weltweit bekannt ist.

## Geschichte
Die Gegend um Lisse wurde schon vor 2000 Jahren von dem germanischen Stamm der Caninefaten oder Cananefaten bewohnt. Möglicherweise haben hier schon noch früher Menschen gelebt, denn bei archäologischen Grabungen wurde ein Beil gefunden, das vermutlich Träger der Vlaardingen-Kultur benutzt haben.
Das Dorf Lisse wurde 1198 erstmals urkundlich erwähnt. Zwischen 1401 und 1436 ließ die Gräfin von Holland, Jacoba von Baiern, hier den Küchenkräutergarten (Keukenhof) des Schlosses Teylingen anlegen. Bis ins späte 17. Jahrhundert war es ein ärmliches Nest, das vom Landherrn zu Noordwijkerhout verwaltet wurde. Dann aber kam der Anbau von Tulpen auf, welcher sich im Lisser Boden als sehr ertragreich erwies. Im Jahr 1623 wurde ein kleiner See trockengelegt (Poelpolder, jetzt ein Lisser Neubauviertel). Die Landsitze in der waldreichen Umgebung wurden zwischen 1700 und 1900 alle abgerissen, bzw. gerodet um Blumenzwiebelnfelder anlegen zu können. Um 1900 siedelte sich die Reichsfachschule der Blumenzwiebelzucht an. Der Keukenhof wurde 1949 erstmals den Touristen offengestellt.

## Sehenswürdigkeiten
Weltweit bekannt ist der Keukenhof im nördlichen Gemeindegebiet, ein reizvoller, großer Park, in dem in jedem Frühling die schönsten Tulpen und andere Zwiebelblüten gezeigt werden. Er ist eines der beliebtesten Touristenziele der Niederlande.
Weiter sind bemerkenswert:
- Kasteel Keukenhof[3], in dessen ausgedehntem Garten sich u. a. die „Hofboerderij“ (Schloßbauernhof, angelegt 1641) befindet sowie der „Hof von Jan Boot“, der in allen vier Jahreszeiten blühende Zwiebel- und Knollengewächse präsentiert;
- die gotische Grote Kerk;
- das moderne Kunstmuseum LAM[4];
- die vielen Tulpenfelder;
- der Blumenkorso, jedes Jahr in der zweiten Hälfte des Monats April:
- das Museum „de Zwarte Tulp“[5], das hervorragend über die Vermehrung von Blumenzwiebeln auf dem Acker und im Labor sowie den agrarindustriellen Anbau von Blumenzwiebeln informiert;
- die Ruine des Schlosses Dever, südlich des Dorfes (ein Turm aus dem Jahr 1370).

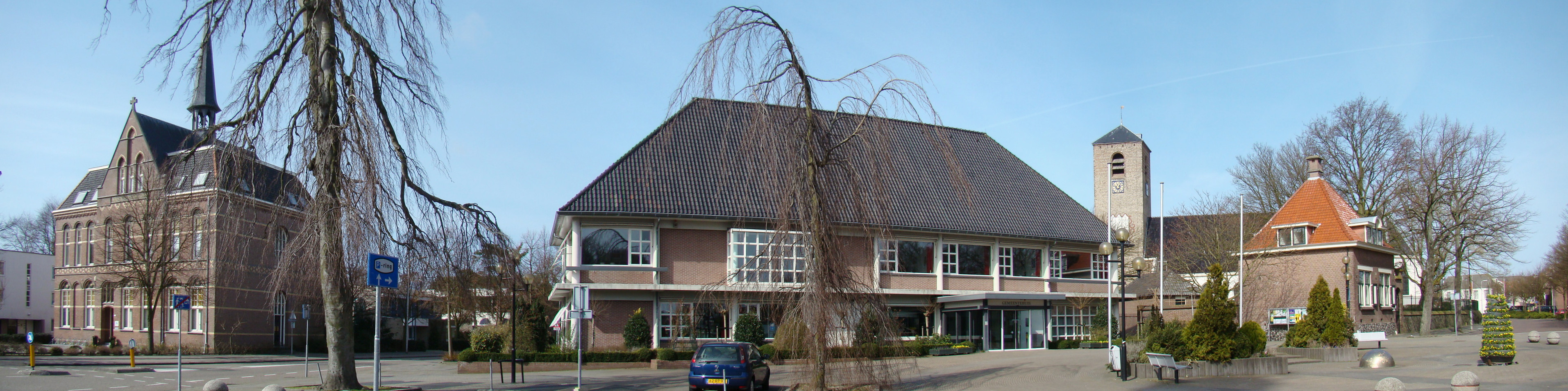
Rathaus und Kirche von Lisse

## Politik

### Sitzverteilung im Gemeinderat
In Lisse wird der Gemeinderat folgendermaßen geformt:
| Partei       | Sitze | Sitze | Sitze | Sitze | Sitze | Sitze | Sitze | Sitze | Sitze | Sitze | Sitze |
| Partei       | 1982  | 1986  | 1990  | 1994  | 1998  | 2002  | 2006  | 2010  | 2014  | 2018  | 2022  |
| ------------ | ----- | ----- | ----- | ----- | ----- | ----- | ----- | ----- | ----- | ----- | ----- |
| Nieuw Lisse  | –     | –     | –     | –     | 3     | 4     | 3     | 4     | 5     | 4     | 6     |
| CDA          | 7     | 10    | 9     | 7     | 6     | 7     | 4     | 3     | 4     | 5     | 3     |
| VVD          | 4     | 4     | 4     | 4     | 3     | 2     | 3     | 5     | 3     | 3     | 3     |
| D66          | 1     | 0     | 4     | 3     | 2     | 2     | 3     | 3     | 4     | 4     | 2     |
| PvdA         | 3 a   | 4 b   | 4     | 3     | 3     | 2     | 4     | 2     | 1     | 1     | 3     |
| GroenLinks   | –     | –     | –     | –     | –     | –     | –     | –     | 1     | –     | 3     |
| ChristenUnie | –     | –     | –     | –     | –     | 2     | 2     | 2     | 2     | 2     | 2     |
| SGP          | 2     | 1     | 2     | 2     | 2     | 2     | 2     | 2     | 2     | 2     | 2     |
| GPV          | 2     | 1     | 2     | 2     | 2     | –     | –     | –     | –     | –     | –     |
| RPF          | 2     | 1     | 2     | 2     | 2     | –     | –     | –     | –     | –     | –     |
| Gesamt       | 17    | 19    | 19    | 19    | 19    | 19    | 19    | 19    | 19    | 19    | 19    |

Anmerkungen

### Bürgermeister
Seit dem 3. Juni 2025 ist Jasper Nieuwenhuizen (VVD) als Bürgermeister im Amt. Zu seinem Kollegium zählen die Beigeordneten Jolanda Langeveld (Nieuw Lisse), Kees van der Zwet (CDA), Riet Austie-Ziengs (VVD) sowie der Gemeindesekretär Erik Prins.

### Städtepartnerschaft
- Tonami, Japan

## Söhne und Töchter der Stadt
- Willem Jacob van Stockum (1862–1913), Urologe und Chirurg
- Geer van Velde (1898–1977), Maler
- Egbert van ’t Oever (1927–2001), Eisschnellläufer
- Jacob Veldhuyzen van Zanten (1927–1977), Flugkapitän der KLM
- Adrianus Johannes Simonis (1931–2020), römisch-katholischer Erzbischof von Utrecht und Kardinal
- Bram Moolenaar (1961–2023), Informatiker und Open-Source-Entwickler
- Hans Kroes (* 1965), Schwimmer
- Gert-Jan Segers (* 1969), Autor und Politiker
- Bastiaan Ragas (* 1971), Sänger, Schauspieler, Musicaldarsteller und Moderator